# 大坂丸
大坂丸(おおさかまる/おほさかまる)は、日本海軍(兵部省所管)の運輸船(運送船)。
大坂(大阪)は都市の名前。
都市名の漢字を大坂から大阪に改めたのは明治3年で、正式な艦名は大坂丸になる。
ただ、大阪の漢字を使う文献もある。

## 船歴
元はイギリス・グラスゴーで1866年(慶応2年)に竣工したイギリスの鉄製気船OSAKA。
明治2年(1869年から1870年)の箱館戦争では外国の運送船オーサカがチャーターされ、青森から乙部まで上陸部隊を輸送した。
明治2年8月24日(1869年9月29日)にイギリス人から
豊津藩が横浜で購入、翌明治3年6月22日(1870年7月20日)に献納され、兵部省所管となり大坂丸と命名された。

### 明治3年
大坂丸は6月15日(1870年7月13日)に出港したが、
機関の故障が起きて兵庫港で修理を行った。
その後に出港して直ぐ故障することを繰り返し、安芸や下関で修理を行い、長崎港に到着、
同年秋に同地で修理を行った。
12月(1871年1月から2月)には富士山用のバラストを神戸などへ至急で輸送した。
12月13日(1871年2月2日)に大坂丸は横浜港回航の令達が出され、
12月15日(1871年2月4日)から同港に停泊した。

### 明治4年
明治4年2月12日(1871年4月1日)、飛隼丸に横浜港へ回航して大坂丸と交代する令達が出された。
6月20日(1871年8月6日)、大坂丸に函館港、余市港への回航が令達され、
函館までイギリス産石炭100トンを運送した。
大坂丸は7月8日(1871年8月23日)函館を出港、14日(1871年8月29日)に品海に帰港した。
9月25日(1871年11月7日)に富士山を横須賀まで曳航、
大坂丸も横須賀で修理を行い、
11月4日(1871年12月15日)に横須賀から品海に帰港した。
明治4年11月9日(1871年12月20日)護送船に定められ、同年11月15日(1871年12月26日)に五等に準ずる扱いとされた。
明治4年の『公文類纂』によると11月9日(1871年12月20日)に大坂丸を5等護送船(その他の艦船も等級を規定)に定めたいと申し出があり、14日(1871年12月25日)に決定した。
同年4月から小艦隊が編成されていたが、11月10日(1871年12月21日)大坂丸は小艦隊に編入された。
明治4年の『公文類纂』によると11月5日(1871年12月16日)付で日進艦艦隊付の令達が出されている。
『海軍省報告書』によると11月5日(1871年12月16日)で大坂丸は艦隊に編入された。
また秘史局宛には11月15日(1871年12月26日)付で艦隊付の申し出が出ている。

### 明治5年
翌明治5年1月24日(1872年3月3日)に艦隊から除かれ、
輸送船と定められた。
3月10日(1872年4月17日)、唐津、伊万里への航海が申し出され、
3月15日(1872年4月22日)品海を出港、18日(1872年4月25日)から22日(1872年4月29日)に神戸港に寄港しカノン砲16門を搭載した。
23日(1872年4月30日)に唐津港に入港、24日(1872年5月1日)から28日(1872年5月5日)まで石炭397,500斤を搭載した。
ここで欠員だった火水夫のうち37人を伊万里県から人員で補充した。
4月6日(1872年5月12日)出港、8日(1872年5月14日)午前1時30分に神戸港に入港、自艦用も含め石炭約150,000斤を搭載した。
以降は敦賀で石炭を陸揚げし、再度唐津で石炭を搭載した。
5月28日(1872年7月3日)唐津を出港、30日(1872年7月5日)兵庫に入港し石炭を陸揚げした
同地では砲弾を搭載し、巡幸が帰るまで停泊した。
9月15日(1872年10月17日)、横須賀に回航し。
入渠をして船底の牡蠣落としと塗り替えを行い、
22日(1872年10月24日)に品海に帰港した。

### 1873年
1873年(明治6年)
1月17日、大坂丸は水路寮に属し、測量艦第一丁卯と同行が命じられ、2月12日品川を出港した。
7月16日、琉球海岸測量に同行していた大坂丸は品川に帰着した
なお同年2月3日、軍務局から提督府所管とする申し出があり、
2月5日、軍務局から提督府へ移管した。
3月13日、提督府の管轄から外れ軍務局に戻された。
同年8月和歌山沖の測量を予定していた第一丁卯は、7月にボイラーが破損し測量中止、大坂丸は水路寮の管轄のまま修理を行うことになった。
8月26日品海を出港し、横須賀に回航した。
機械の修理、入渠が必要だったが、
入渠は順番待ちで10月にずれ込み、修理完了は11月を予定した。

### 1874年
1874年(明治7年)の佐賀の乱では兵員輸送に従事した。
2月15日に「大坂丸」は長崎回航が命令され、海兵隊二小隊と砲兵半座を乗せて16日に品川を出港。長崎で海兵隊を上陸させた。
3月19日、「大坂丸」は品川に帰着した。
その後は当初台湾へ行く予定だったが同年5月に北海道回航へ変更となり、
樺太に派遣されることになった。
5月20日鳳翔と共に品海を出港、
樺太まで衣服や薬などを輸送した。
9月11日函館港を鳳翔と共に出港、室蘭経由で帰路に就いた。
帰路には工部省の材木300本を厚岸で積んでおり、
9月21日品海に帰港、
材木は10月に横浜港で陸揚げした。
9月23日(または9月22日)に艦隊編入、
9月25日に五等艦と定められた。
10月下旬に横浜を出港し横須賀へ回航、
同地で入渠修理し11月5日出渠、
6日品海に帰港した。
但しこの時点でボイラーの修理がまだ行われていなかった。
更に石川島で残工事を行う予定だった。

### 1875年
1875年(明治8年)
3月5日、「清輝」の進水式に明治天皇が臨席となり、横浜港から横須賀港まで「龍驤」に乗艦した。
この時「東」「雲揚」が供奉艦として、また「大坂丸」も帯同した。
翌6日の帰途で明治天皇は灯台寮附属の「明治丸」に乗船、「龍驤」「雲揚」が前衛、「東」「大坂丸」が後衛として護衛任務に就いた。
5月19日、大坂丸は会計局所轄に定められた。
5月24日に輸送船に準ずるものと定められた。
10月28日、日本周辺を東部と西部に分け、東部指揮官は中牟田倉之助少将、西部指揮官は伊東祐麿少将が任命され、
龍驤、東、鳳翔、雲揚、富士山、摂津、高雄丸、大坂丸は東部指揮官所轄となった。

### 最期
同年10月15日、陸軍省の兵器運送のために大阪と鹿児島へ向けて出港した。
12月25日午後8時20分、長崎(24日出港)から東京へ向けた帰航中に周防灘で三菱会社の汽船名護屋丸に衝突され沈没した。
沈没場所は平郡島東端の南。
積荷は砲身や砲架、砲弾、陸軍の弾薬など。
乗員は船長を含め10人、便乗者は14人が死亡し、乗員56人と便乗者18人は無事だった。
便乗中に死亡した人には、後に三菱会社から吊祭料として1人当たり100円が遺族に渡された。

### その後
民間人による引き揚げが1878年(明治11年)10月に許可され、
1886年(明治19年)5月から引き揚げが始まった。
翌1887年(明治20年)以降も実施されたが、
積荷の一部を引き揚げただけだった。
大正時代にも複数の引き揚げ願いが海軍省宛に出されているが、海軍省は既に管轄に無いと回答している。

## 船長
- (代理)福島敬典(福嶋彌太六)：明治2年8月(1869年9月頃)[17] - 明治4年5月17日(1871年7月4日)[93][94]
- 柴貞邦 少佐::明治4年5月30日(1871年7月17日)[95] - 明治5年11月20日(1872年12月20日)[96]
- 磯辺包義 大尉：1873年1月12日[48] - 1873年8月23日[97][98]
- 滝山正門 大尉:1973年8月23日[98] - 1874年9月27日時[68]
- 増田明道 中佐:1874年10月18日[99] - 1874年11月18日時[74]
- (兼務)磯部包義 少佐:1875年3月[100] - (1875年4月14日[101])
- 滝山正門 大尉:1875年5月31日[77] -